# Homonym (Taxonomie)
In der biologischen Nomenklatur ist ein Homonym ein Name für ein Taxon, der in der Schreibweise identisch mit einem anderen Namen ist, der zuvor für ein anderes Taxon vergeben wurde.

## In den Nomenklatur-Codes

### Zoologie (ICZN)
Die Regel im International Code of Zoological Nomenclature (ICZN) besagt, dass der erste der veröffentlichten Namen als „älteres Homonym“ zu gelten hat und zu verwenden ist (dies macht ihn zum „gültigen Namen“); alle anderen (ebenso geschriebenen) Namen sind „jüngere Homonyme“, sie sind „präokkupiert“ und müssen durch einen neuen Namen ersetzt werden. Es ist jedoch unter Umständen möglich, das jüngere Homonym als nomen protectum zu schützen und das ältere Homonym als nicht verfügbar zu einem nomen oblitum zu erklären. Die Voraussetzung dafür ist, dass das ältere Homonym veraltet ist und nicht „vorwiegend benutzt“ wird.
Ein Beispiel:
- Georges Cuvier schlug 1797 den Gattungsnamen Echidna für die Ameisenigel vor.
- Johann Reinhold Forster hatte den Namen Echidna jedoch schon 1777 für eine Gattung der Muränen publiziert.
- Forsters Name wird jedoch dem Prioritätsprinzip folgend der Vorrang gewährt, was Cuviers Namen zum jüngeren Homonym macht.
- Johann Karl Wilhelm Illiger publizierte den Ersatznamen Tachyglossus 1811.

### Botanik (ICN)
Ähnlich spezifiziert der International Code of Nomenclature for algae, fungi, and plants (ICN), dass das erste von zwei oder mehr veröffentlichten Homonymen zu verwenden ist: Ein späteres Homonym (englisch later homonym) ist „illegitim“ und darf nicht verwendet werden, es sei denn, es handelt sich um einen konservierten (oder im Falle von Pilzen einen sanktionierten) Namen.
Ein Beispiel: Das spätere Homonym Myroxylon L.f. (1782) (Familie der Hülsenfrüchtler) wird gegenüber dem früheren Homonym Myroxylon J.R.Forst. & G.Forst. (1775) (jetzt als Xylosma bezeichnet, aus der Familie der Weidengewächse) konserviert.
Nach den Regeln des botanischen Codes werden Namen, die ähnlich genug sind, um verwechselt werden zu können, gleichfalls als homonym angesehen (Artikel 53.3, Parahomonyme). So ist zum Beispiel der Name Astrostemma Benth. (1880) ein illegitimes Homonym von Asterostemma Decne. (1838). Im zoologischen Code gibt es eine Reihe von Schreibvarianten, die als identisch angesehen werden (Artikel 58).

### Prokaryoten (ICNP)
Auch in der Taxonomie und Nomenklatur der Prokaryoten gibt es das Konzept der Homonymie. Als Prokaryoten werden zwei Domänen in der Biologie zusammengefasst, die Archaeen (Archaea) und die Bakterien (Bacteria). Für die wissenschaftlichen Namen von Prokaryoten wird der International Code of Nomenclature of Prokaryotes (ICNP, Internationaler Code der Nomenklatur der Prokaryoten) – in Kurzform als Prokaryotischer Code bezeichnet – verwendet. Bis 2019 wurde der Code als International Code of Nomenclature of Bacteria (ICNB) bezeichnet. In der 2022 Revision des ICNP wird in Regel 41a vorgegeben, dass bei der Überführung einer Art in eine andere Gattung (Combinatio nova, comb. nov., Umkombination) das Art-Epitheton beibehalten werden muss, außer die resultierende binäre Namenskombination wäre ein späteres Homonym (later homonym). In der Datenbank List of Prokaryotic names with Standing in Nomenclature (LPSN) wird der Begriff Homonym angewendet, wenn der gleiche Name für zwei oder mehr Taxa innerhalb der gleichen Rangstufe vergeben wird, die auf unterschiedlichen Typen basieren. Der zuerst veröffentlichte Name wird als „früheres Homonym“ (earlier homonym) und jeder später veröffentlichte Name wird als „späteres Homonym“ (later homonym) bezeichnet. Durch die Regel 34a und 34b des ICNP wird vorgegeben, dass die Autoren bei einer Combinatio nova verpflichtet sind, das Art-Epitheton zu ersetzen, um Homonymie zu vermeiden und die Abkürzung nom. nov. (nomen novum, ähnlich dem Ersatznamen in der Zoologie) anhängen sollen.
Dazu ein Beispiel: Ein Bakterium wurde 1978 durch Strohl und Tait als Vertreter der Gattung Cytophaga beschrieben und als Cytophaga aquatilis bezeichnet, der Name erschien auf den Approved Lists of Bacterial Names von 1980. Durch Bernardet und weitere Wissenschaftler wird die Übertragung in die Gattung Flavobacterium vorgeschlagen und 1992 anerkannt. Dann müsste der Name zu Flavobacterium aquatile geändert werden, dieser Name ist jedoch bereits für ein anderes Bakterium, nämlich Flavobacterium aquatile corrig. (Frankland and Frankland 1889) Bergey et al. 1923 (Approved Lists 1980) vergeben, es würde ein nicht erlaubtes Homonym entstehen. Stattdessen wird der Name Flavobacterium hydatis Bernardet et al. 1996 nom. nov. vorgeschlagen. Cytophaga aquatilis Strohl and Tait 1978 (Approved Lists 1980) ist das Basonym.
Die 2022 Revision des ICNP regelt auch, dass Prokaryotentaxa keine Homonyme zu Taxa in anderen biologischen Bereichen sein sollen. Wenn ein neuer Name oder eine Neukombination (comb. nov.) vor dem 31. Dezember 2000 gültig publiziert (validly published) wurde und dabei ein späteres Homonym (later homonym) eines Taxons von Prokaryoten, Pilzen, Algen, Protozoen oder Viren ist, kann dieser Name illegitim sein (Regel 51b; zur Bedeutung eines illegitimen Namens siehe Abschnitt 8 der Regeln im Artikel ICNP). Seit dem 1. Januar 2001 dürfen keine neuen Namen für Gattungen oder höhere Ränge vergeben werden, die durch den ICNafp (früher ICBN) oder den ICZN geregelt werden (Prinzip 2 und Regel 51b), dies gilt allerdings nicht rückwirkend.

## Code übergreifend: Hemihomonyme
Der Internationale Code für Nomenklatur der Zoologie (ICZN) und der Internationale Code für Nomenklatur von Algen, Pilze und Pflanzen (ICN) behandeln nur Taxa, die in ihrem jeweiligen Focus sind (im ICZN Tiere; im ICN Algen, Pilze und Pflanzen). Deshalb sind zwei identische Namen gültig, wenn sie jeweils für ein Tiertaxon und ein Pflanzentaxon vergeben wurden. Der Internationale Code der Nomenklatur der Prokaryoten (ICNP) berücksichtigt diesen Sonderfall der Homonymie mittlerweile, gilt für diese Fälle aber nicht rückwirkend. Der sowjetische Zoologe Jaroslaw Starobogatow (1932–2004) führte 1991 die Bezeichnung Hemihomonyme ein, um auf homonyme Taxa zwischen den biologischen Reichen Animalia, Plantae, Fungi usw. bzw. um auf homonyme Taxa zwischen den biologischen Domänen Archaea und Bacteria (zusammen die Prokaryoten) und den Eukaryoten aufmerksam zu machen. Darauf basierend wurde 2011 eine Datenbank mit dem Namen Hemihomonyms Database (HHDB) gestartet, mit der eine Online-Suche möglich ist. Daraus stammen die folgenden Beispiele.
| ICZN                                                                               | ICBN                                                                                   |
| ---------------------------------------------------------------------------------- | -------------------------------------------------------------------------------------- |
| Erica G. W. Peckham & E. G. Peckham, 1892 (Gattung der Springspinnen (Salticidae)) | Erica L. (Gattung der Heidekrautgewächse (Ericaceae))                                  |
| Agathis montana Shestakov (eine Wespenart)                                         | Agathis montana de Laub. (die Mount Panié Kauri, ein Nadelbaum)                        |
| Asterina gibbosa Pennant (ein Seestern)                                            | Asterina gibbosa Gaillard (ein Pilz)                                                   |
| Baileya australis Grote (ein Nachtfalter aus der Familie der Eulenfalter)          | Baileya australis Rydb. (eine Verwandte der Studentenblumen)                           |
| Centropogon australis White (ein Fisch aus der Familie der Stirnflosser)           | Centropogon australis Gleason (eine Pflanze aus der Familie der Glockenblumengewächse) |
| Orestias elegans Garman, 1895 (ein Vertreter der Zahnkärpflinge)                   | Orestias elegans Ridl. (eine Orchidee)                                                 |
| Tritonia pallida Stimpson (eine Schnecke aus der Gruppe der Nacktkiemer)           | Tritonia pallida Ker Gawl. (eine Pflanze aus der Familie der Schwertliliengewächse)    |

In der Datenbank HHDB gibt es (Stand 2011) 1113 Überschneidungen zwischen Namen von Taxa, die nach dem botanischen und dem zoologischen Code geregelt werden. Deutlich geringer ist die Anzahl der Namen, die gleichzeitig sowohl für ein Bakterientaxon wie für ein Pflanzen- bzw. ein Tiertaxon vergeben wurden. Dies ist beispielsweise bei Gordonia der Fall, Gordonia ist eine Bakteriengattung aus der Familie der Nocardiaceae und Gordonia, eine Pflanzengattung aus der Familie der Teestrauchgewächse (Theaceae). Bei Edwardsiella kann Edwardsiella, eine Bakteriengattung aus der Familie der Hafniaceae gemeint sein oder Edwardsiella, eine Tiergattung aus der Ordnung der Seeanemonen (Actiniaria).